# Pablo Falero
Pablo Gustavo Falero (Conchillas, Colonia, 12 de diciembre de 1966) es un jockey uruguayo que desarrolló su carrera en Uruguay de 1981 a 1991 y desde 1991 a 2019 en Argentina. Actualmente ejerce como entrenador en Argentina.

## Biografía
Debutó oficialmente en el Real San Carlos, Colonia, en una carrera de 600 metros antes de cumplir los 15 años. Ganó allí su primera carrera en 1982, y perdió la estadística de ese año por solo un cotejo de diferencia.
En 1985, y con 18 años, ganó su primera estadística en el Real San Carlos, y comenzó a incursionar en Las Piedras y en Maroñas logrando 2 estadísticas pedrenses y 5 maroñenses.
En 1991 se radica en Argentina y allí comienza una exitosa historia como primera monta del stud haras Vacación de la familia Lottero e integra un binomio de notable suceso en las estadísticas con el entrenador Juan Carlos Maldotti, también primer cuidador de dicha caballeriza.
Entre los clásicos más importantes del calendario hípico argentino, obtuvo todos en más de una oportunidad. Ganó el Gran Premio Carlos Pellegrini cuatro años: en 1991, con Potrillón; en 1992, con la yegua Potri Pe; en 2000, con Guarachero; y en 2005, con Storm Mayor. Ganó en 1999 el Gran Premio Nacional con Litigado, un ejemplar del Vacación. En la recta, tuvo actuaciones destacadas con Pryka (en 2008), Anjiz Star (en 2005) e Impression (en 2000) con el cual ganó el Gran Premio Maipú de Palermo. Con Pryka (también en 2008) y Emigrant (en 1996), obtuvo el Gran Premio Félix de Álzaga Unzué en San Isidro. La milla lo tuvo como ganador en 2000 y 2001 con las yeguas Paga y Randy Cat, respectivamente, al imponerse en el Gran Premio Internacional Joaquín S. de Anchorena.
En el 2012 llevó a Expressive Halo a la victoria en el Gran Premio Estrellas Classic (G1) por 6 cuerpos.
Al 31 de diciembre de 2019 totalizó 9.580 carreras ganadas: 8.882 en Argentina, 681 en Uruguay, 8 en Chile, 6 en Perú, 1 en Brasil, 1 en Ecuador y 1 en Paraguay, ubicándose en 3er. lugar del ranking mundial de todos los tiempos, sólo detrás del brasileño Jorge Ricardo -aún activo con más de 13.000 victorias- y el canadiense Russell Baze, retirado con 12.844.
El 6 de enero del año 2020 se retiró corriendo en el Gran Premio José Pedro Ramírez a Olympic Harvard, logrando un 4º puesto a vs cpos del ganador Ajuste Fiscal. 
Actualmente, se dedica a cuidar caballos de carrera en Argentina.

## Carreras clásicas ganadas
Argentina
- 9 veces
  - Gran Premio Ciudad de Buenos Aires – Emigrant (1997), Tough Golda (1998), Beauty Melody (2001), Rocking Trick (2002), Anjiz Star (2006), Qué Vida Buena (2009), Charles King (2012), Humor Ácido (2016) y Elogiado (2019)
  - Gran Premio Copa de Oro – La Soberbia (1996), Diddler (1997), Grand Vitesse (2002 y 2004), Storm Mayor (2006), Fragotero (2013), Must Go On (2016), Puerto Escondido (2017) y Sixties Song (2018)
- 7 veces
  - Gran Premio Criadores – Indianita (1996), La Soberbia (1997), Tanganyika (2002), Malinche (2006), Bartola (2007), Filarmonía (2008) y Corona del Inca (2016)
  - Gran Premio Estrellas Sprint – La Baraca (1994), Vacacionada (1999), Qué Vida Buena (2010), Evo Emperor (2011), Feel The Race (2015) y Elogiado (2018-2019)
- 6 veces
  - Gran Premio Enrique Acebal – Sidelina (1992), Indianita (1995), Delivery (1998), Terna (2001), Cursora (2005) y Mia Serenata (2007)
- 5 veces
  - Gran Premio Polla de Potrancas – Croassant (1997), Salt Champ (2003), Mariah Plus (2007), Savoir Bien (2008) y Balada Sale (2011)
- 4 veces
  - Gran Premio Carlos Pellegrini – Potrillón (1991), Potri Pe (1992), Guarachero (2000) y Storm Mayor (2005)
  - Gran Premio República Argentina – Azagal (1994), Potridoon (1995), Rey Rex (2003) y Calidoscopio (2009)
  - Gran Premio Jockey Club – Ice Point (2001), Lancettier (2003), Latency (2004) y Imagen de Roma (2018)
  - Gran Premio Selección – Croassant (1997), Netherland (2001), Semblanza (2002) y Balada Sale (2001)
  - Gran Premio Copa de Plata – Potrichal (1991), Croassant (1997), Cursora (2005) y Filarmonía (2007)
  - Gran Premio Estrellas Juvenile – Rocking Trick (2000), Emergente (2003), Forty Mirage (2004) y San Livinus (2009)
  - Gran Premio Estrellas Juvenile Fillies – Potridee (1992), Parfait Amour (1993), True Passion (2009) y Caldine (2012)
  - Gran Premio de Honor – Potridoon (1994), Grand Vitesse (2003), Storm Mayor (2006) e Immaculate (2011)
- 3 veces
  - Gran Premio 25 de Mayo – Potrillón (1992), Prince Boy (1993) y Campesino (2001)
  - Gran Premio Polla de Potrillos – Ice Point (2001), Gold For Sale (2005) e In The Dark (2016)
  - Gran Premio Estrellas Distaff – Tanganyika (2002), Filarmonía (2008) y Kali Baby (2012)
  - Clásico Estrellas Junior Sprint – Makaha (1995), Mister Phone (2000) y Alert (2005)
  - Gran Premio Dos Mil Guineas – Brother Son (1994), Disney Walt (2003) y Johnny Guitar (2013)
  - Gran Premio General San Martín – Prince Boy (1994), Body Glove (1997) y Potro Rex (2005)
  - Gran Premio Dardo Rocha – El Berberisco (1997), Bien Toi (2009) y Sólo un Momento (2019).
  - Gran Premio Félix de Álzaga Unzué – Emigrant (1996), Pryka (2008) y Elogiado (2018)
- 2 veces
  - Gran Premio Estrellas Classic – Potrillón (1992) y Expressive Halo (2012)
  - Gran Premio de Potrancas – Early Princess (1999) y Safari Miss (2014)
  - Gran Premio Gilberto Lerena – Slew The Moon (2002) y Salt Champ (2004)
- 1 vez
  - Gran Premio Nacional – Litigado (1999)
  - Gran Premio Estrellas Mile – Johnny Guitar (2013)
  - Gran Premio de las Américas-OSAF – Prince Boy (1995)
  - Gran Premio Gran Criterium – Brother Son (1994)